# Bionicle: The Legend Reborn
Bionicle: The Legend Reborn is de laatste film die is gebaseerd op het speelgoed Bionicle. De film ging in 2009 in première en is geregisseerd door Mark Baldo.

## Het verhaal
Mata Nui, de schepper van het universum en ooit een machtig krijgsheer, werd verbannen naar een afgelegen woestijnwereld genaamd Bara Magna. Het Masker des Levens waar zijn ziel in zat creëerde een nieuw lichaam voor hem. Nadat hij gewend raakte aan zijn nieuwe lichaam ontmoette hij een Scarabax-kever die met de krachten van het masker in een schild kon veranderen. Na een hevig gevecht met een Vorox (een schorpioenachtig woestijnmonster) en een Glatorian ontmoette hij nieuwe vrienden die hem hielpen om zijn volk te redden. Mata Nui hielp in ruil daarvoor de Glatorian en Agori om de gevreesde Skrall te verslaan. Samen met de hulp van de Glatorian en de Agori streden ze tegen het kwaad en zette een spannend avontuur voort...

## De hoofdpersonen

### Mata Nui
Mata Nui was vroeger een machtig krijgsheer die zijn volk beschermde. Maar hij werd verraden door zijn broer, die jaloers was op alle eer die Mata Nui kreeg en wilde niets liever dan zijn broer uit de weg ruimen en het universum voor zichzelf hebben. Hij sprak een vloek uit en bracht Mata Nui in een diepe slaap. Dat was het begin van alle ellende. Mata Nui heeft veel in zijn leven meegemaakt. Ook al was hij voor een lange tijd buiten bewustzijn, hij wist alles van wat er gebeurde. Nu is hij gestrand op een afgelegen woestijn en heeft hij nu een lichaam van twee meter lang, in plaats van zijn kilometershoge lichaam dat hij vroeger had. Mata Nui staat altijd klaar om anderen te helpen, ook al zit hij zelf in de problemen. Met de krachten van zijn masker, Het Masker des Levens, kan hij dingen of wezens vreemde krachten geven. Zijn beste vriend, een Scarabax-kever die door het masker in een schild kan veranderen, helpt hem uit de lastigste  problemen. 

### Ackar
Ackar is een zeer ervaren Glatorian van het dorp Vulcanus. Hoewel hij niet meer de jongste is, is hij nog steeds een sterke strijder en weet altijd wat hij doet. Hij en Mata Nui werden boezemvrienden. Hij helpt Mata Nui om zijn volk weer te redden en omdat Mata Nui een nieuweling is en een groentje op het gebied van vechten, helpt Ackar hem om een sterke krijger van hem te maken.

### Kiina
Kiina is de sterkste vrouwelijke Glatorian van Bara Magna. Ze is erg bijdehand en roekeloos, maar als het moet kan ze zichzelf uit de moeilijkste situaties vechten. Ze wil weg uit de dorre woestijnplaneet. Daarom helpt zij Mata Nui omdat hij haar beloofd had om haar mee te nemen zodra zijn wereld weer in goede handen is.

### Gresh
Gresh is een Glatorian van het tweelingdorp Tesara. Hij is nog jong en roekeloos en sommige situaties kunnen een groot gevaar voor hem betekenen. Toen hij in het dorp Tajun was voor de training, werd het dorp aangevallen en hij raakte hierbij gewond. Toen Kiina, Ackar en Mata Nui hem vonden, raakte hij ook betrokken bij het probleem van Mata Nui. Gresh hielp Mata Nui ook met zijn grote zoektocht naar het geluk dat zijn volk weer kan redden.

## De stemacteurs
In deze film kwamen bekende stemmen in voor, zoals de stem van Michael Dorn (bekend van Star Trek) die de stem van Mata Nui sprak en Jim Cummings (stem bekend van Scar uit The Lion King en Teigetje uit Winnie the Pooh) die de stem van Ackar sprak. Verder werden andere stemmen ingesproken door Dee Bradley Baker, Jeff Bennett, Mark Famiglietti, David Leisure, Armin Shimerman, Marla Sokoloff, Fred Tatasciore en James Arnold Taylor.